# Sandra Bardón
Sandra Bardón Moral (Madrid, 1983) es una ingeniera en telecomunicaciones española, especialista en ciberseguridad, y su profesión es la de hacker.

## Biografía
Fue una niña inquieta que preguntaba constantemente sobre el porqué de las cosas. En su primera comunión le regalaron un ordenador, algo que marcó un antes y un después en su vida. A los siete años recibió sus primeras clases de informática y empezó a programar. Era muy activa y hacía desde natación a ballet.
Se graduó en Ingeniería Técnica e ingeniería Superior de Telecomunicaciones, por la Universidad de Alcalá de Henares. Su proyecto fin de carrera trataba sobre la teoría del caos aplicada a la criptografía. Máster Oficial en Seguridad de las Tecnologías de la Información y Comunicaciones por la Universidad Europea de Madrid. Además, tiene varias certificaciones como OSCE, GXPN y OSCP, entre otras.

### Trayectoria laboral
Primero trabajó en Indra y luego en Ingeniería de Sistemas para la Defensa de España, dependiente del Ministerio de Defensa. Empezó a colaborar en ejercicios internacionales como Locked Shields. Después en el blue team en el equipo de España. Estuvo en la gestación del Mando Conjunto de Ciberdefensa en 2014. Con experiencia en el mundo de la Seguridad TI. A lo largo de su carrera, ha liderado diversos proyectos en el ámbito de la ciberseguridad y pentesting, tanto a nivel nacional como internacional, cubriendo el diseño, desarrollo y ejecución de los mismos. Su área de experiencia es principalmente pentesting, red teaming y exploiting; previamente también análisis forense, threat hunting y respuesta ante incidentes.

Ha vivido en Estonia trabajando como investigadora de la OTAN. En 2021 fue coordinadora para Italia de Disruptive Consulting, una empresa privada. En esa fecha era la única mujer en el Departamento de Tecnología de Nato Cooperative Cyber Defence Centre of Excellence. 
"Nunca deberíamos dejar de formarnos".
Forma parte del grupo #SomosMujeresTech. Es ponente habitual en conferencias de Ciberseguridad y Ciberdefensa.